# Abigar

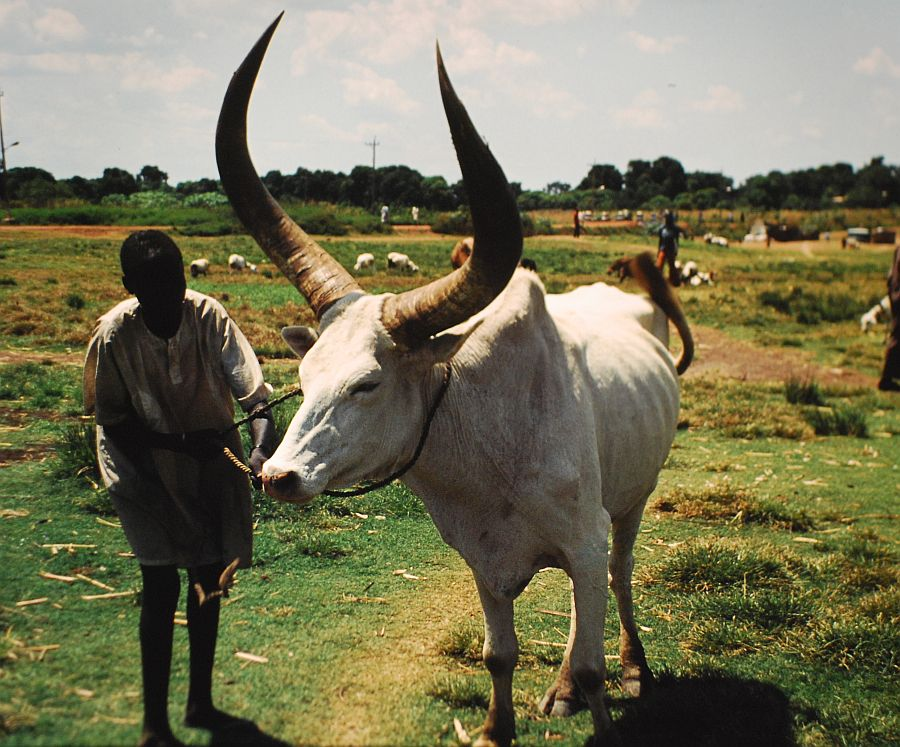

Abigar är en afrikansk ras av nötkreatur, med utbredning vid gränsområdet mellan Etiopien och Sudan. 1999 fanns det 500 000 registrerade djur av rasen i Etiopien. Korna kan väga upp till 550 kilogram, och producerar cirka 750 kilogram mjölk per laktation med 6,5 procents fetthalt.